# Lake Milton
Lake Milton es un lugar designado por el censo ubicado en el condado de Mahoning en el estado estadounidense de Ohio. En el Censo de 2020 tenía una población de 637 habitantes y una densidad poblacional de 100,16 habitantes por km². Fue incluido como CDP en el censo de 2020.

## Geografía
Lake Milton se encuentra ubicado en las coordenadas 41°5′58″N 80°58′13″O / 41.09944, -80.97028. Según la Oficina del Censo de los Estados Unidos,  tiene una superficie total de 6,36 km², de la cual 3,85 km² corresponden a tierra firme y 2,51 km² a agua.